# Catafrônio (vigário)
Catafrônio (em latim: Cataphronius) foi um oficial romano do século IV, ativo durante o reinado conjunto dos imperadores Graciano (r. 467–483) e Valentiniano II (r. 375–392). Pouco se sabe sobre sua carreira, exceto que exerceu entre 376-377 a função de vigário da Itália. Possivelmente era aparentado com Júlia Catafrônia.